# District d'Alanje
Pour les articles homonymes, voir Alanje.
Le district d'Alanje est l'une des divisions qui composent la province de Chiriqui, située dans la République du Panama.

## Histoire
La fondation du district va de pair avec la fondation de la ville d'Alanje en 1591 par Pedro Montilla y Añasco, qui a établi un hameau sur la rive droite du río Chico.

## Division politique
Elle est composée de neuf cantons :
- Alanje
- Divalá
- El Tejar (Panama)
- Guarumal
- Palo Grande
- Querévalo
- Santo Tomás
- Canta Gallo
- Nuevo México

## Crédit d'auteurs
- (es) Cet article est partiellement ou en totalité issu de l’article de Wikipédia en espagnol intitulé « Distrito de Alanje » (voir la liste des auteurs).